# Stazione di rifornimento di idrogeno

Distributore di idrogeno

Per stazione di rifornimento di idrogeno si intende un'area adibita allo stoccaggio e alla distribuzione dell'idrogeno. Di solito si trova lungo strade o autostrade a idrogeno, o anche nelle abitazioni. Le stazioni di rifornimento sono di solito destinate ai veicoli, ma possono anche essere utilizzate per alimentare dispositivi di piccole dimensioni. I veicoli utilizzano l'idrogeno come combustibile per generare energia meccanica. I distributori di idrogeno calcolano l'ammontare di carburante erogato misurandolo in chilogrammi.

## Storia
Nel 2000 Ford e Air Products hanno aperto la prima stazione di rifornimento di idrogeno nel nord America a Dearborn.
Dall'inizio del XXI secolo, le stazioni di rifornimento di idrogeno si sono diffuse in tutto il mondo. Tuttavia non è stato possibile costruire un distributore di idrogeno in ogni stazione già presente a causa dei costi elevati (si stima che la spesa sia di un trilione di dollari per i soli Stati Uniti d'America).
La costruzione delle stazioni di rifornimento di idrogeno si è così sviluppata:
- In Germania, dal marzo 2010, esiste una stazione di idrogeno a Berlino. Un'altra è in costruzione, nel frattempo il Clean Energy Partnership sta programmando la costruzione di ulteriori stazioni di questo tipo.[5]
- Sono state realizzate diverse stazioni di rifornimento per autobus in un numero ridotto di città europee per adempiere alle decisioni prese dall'Unione europea.[senza fonte]
- L'Islanda ha aperto la prima stazione a idrogeno nel 2003, come parte dell'iniziativa del paese di attuare una economia a favore dell'idrogeno.[6]
- In Danimarca sono presenti 4 distributori di idrogeno.[7]
- Sono state costruite diverse stazioni in California dalla California Fuel Cell Partnership e per opera del governatore Arnold Schwarzenegger.[senza fonte]
- A Washington vi è una stazione di servizio Shell che commercia soprattutto benzina, ma possiede anche un distributore di idrogeno.[senza fonte]
- Il Giappone ha una serie di stazioni di rifornimento di idrogeno realizzate per studiare nuove tecnologie per generare l'idrogeno.[senza fonte]
- In Italia è presente un distributore di idrogeno a Bolzano.[7][8]Il distributore inaugurato a Mantova nel 2007 dal presidente della Lombardia, Formigoni, e dall' AD di ENI, Scaroni, è in disuso dal 2013.